# Hinduismo balinés

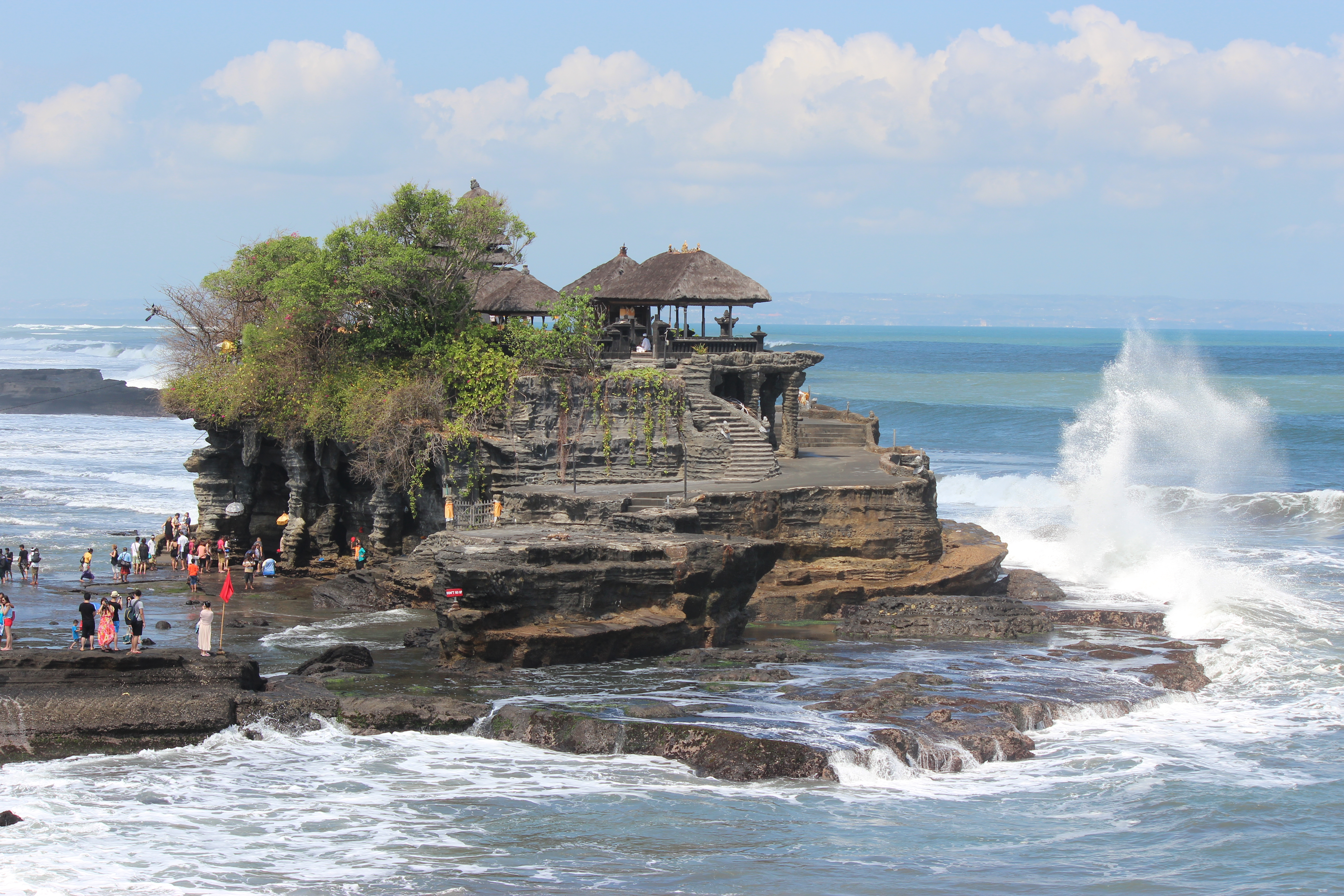
Templo de Tanah Lot, Bali.

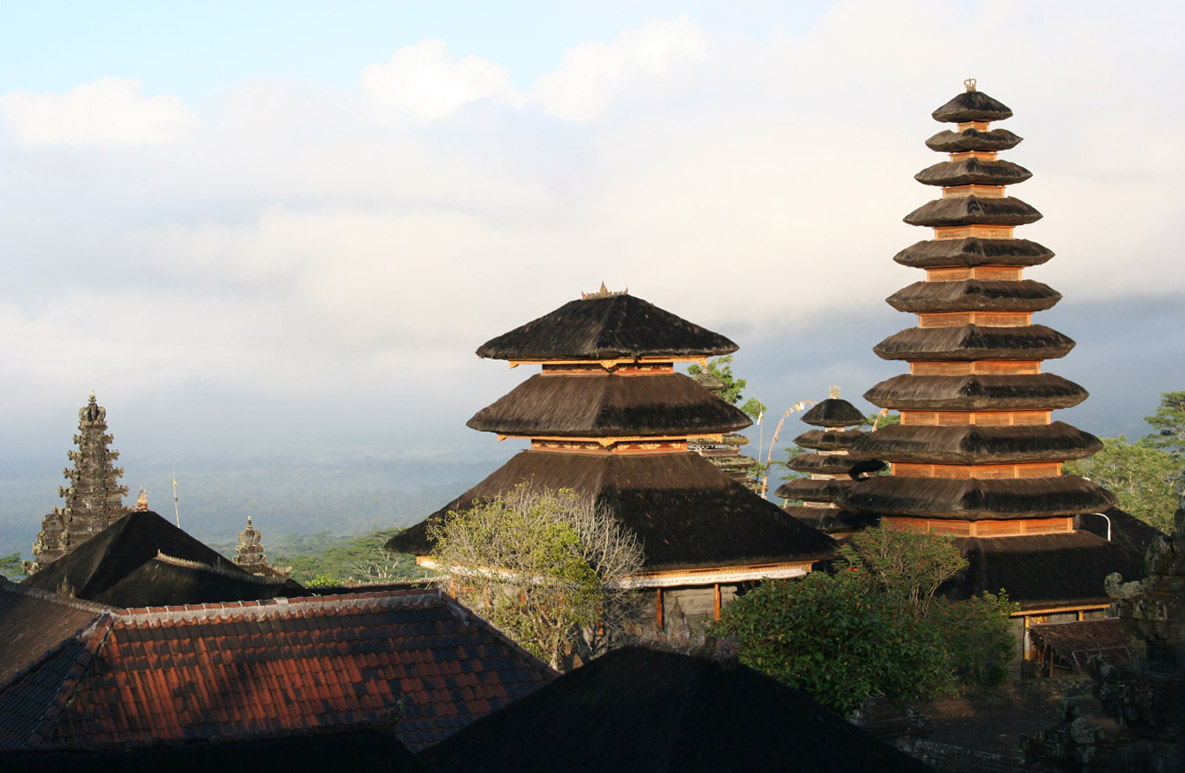
Pura Besakih, uno de los templos hindúes más importantes de Bali.

El hinduismo balinés (indonesio: Agama Hindu Dharma; Agama Tirtha; Agama Air Suci; Agama Hindu Bali) es la forma de hinduismo practicada por la mayoría de la población de Bali. Está particularmente asociado con los balineses que residen en la isla y representa una forma distintiva de culto hinduista, incorporando el animismo local, el culto a los antepasados o Pitru Paksha y la reverencia por los santos budistas o bodhisattva. 
La población de las islas de Indonesia es predominantemente musulmana (86%). La isla de Bali es una excepción, puesto que alrededor del 87% de su población se identifica como hindú (alrededor del 1,7% de la población total de Indonesia). Tras la independencia del dominio colonial holandés, la Constitución de Indonesia de 1945 garantizó la libertad de religión a todos los ciudadanos. En 1952, afirmaba Michel Picard, antropólogo y estudioso de la historia y la religión balinesas, que el Ministerio de Asuntos Religiosos de Indonesia quedó bajo el control de los conservadores que restringieron severamente una definición aceptable de 'religión'. Para ser aceptable como religión oficial de Indonesia, el ministerio definió 'religión' como una que es monoteísta, codificó la ley religiosa y agregó una serie de requisitos.
Adicionalmente, Indonesia denegó los derechos de ciudadanía (como el derecho al voto) a cualquier persona que no perteneciese a una religión monoteísta oficialmente reconocida. Entonces, la minoría balinesa hindú adaptó y declaró que su forma de hinduismo era monoteísta y la presentó como una forma políticamente elegible para el estatus de agama. El hinduismo balinés, como tal, ha sido reconocido formalmente por el gobierno de Indonesia como una de las religiones oficiales practicadas en Bali y es la comunidad más numerosa entre las que practican el hinduismo en Indonesia.

## Historia

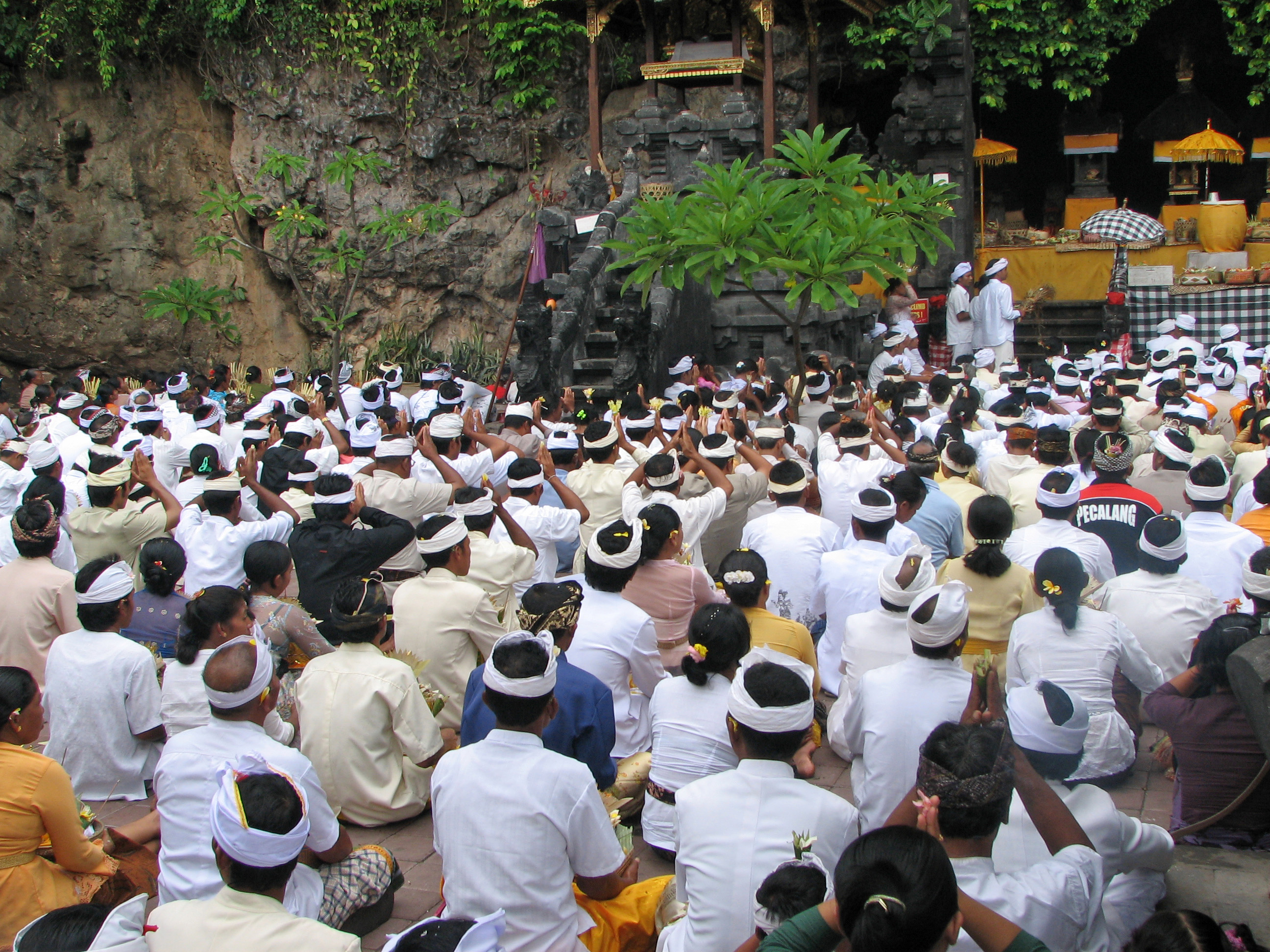
Ceremonia en el templo de Goa Lawah, Bali.

Las influencias hindúes llegaron al archipiélago indonesio ya en el siglo I mediante los comerciantes, marinos o sacerdotes. La evidencia histórica sobre el proceso de difusión de las ideas culturales y espirituales de la India no está clara. Las leyendas de Java se refieren a la era Saka, que se remonta al año 78. Las historias de la epopeya del Mahabharata se han rastreado en las islas de Indonesia hasta el siglo I, cuyas versiones reflejan las que se encuentran en Tamil Nadu. La obra en prosa javanesa Tantu Pagelaran del siglo XIV, que es una colección de cuentos antiguos, artes y oficios de Indonesia, utiliza ampliamente palabras en sánscrito, nombres de deidades indias y conceptos religiosos. 
De manera similar, los antiguos chandis o candis (templos) excavados en Java y las islas occidentales de Indonesia, así como inscripciones antiguas como la inscripción de Canggal del siglo VIII descubierta en Indonesia, confirman la adopción generalizada de la iconografía de lingam de Shiva, su compañera la diosa Parvati, Ganesha, Vishnu, Brahma, Arjuna, y otras deidades hindúes entre mediados y finales del primer milenio.
Antiguos registros chinos de Fa Hien en su viaje de regreso de Ceilán a China en el 414 mencionan dos escuelas de hinduismo en Java, mientras que otros documentos chinos del siglo VIII se refieren al reino hindú del rey Sanjaya como Holing, describiéndolo 'extremadamente rico', y dice que coexistió pacíficamente con el pueblo budista y el gobernante de Sailendra en la llanura de Kedu de la isla de Java.
Alrededor de 1400, los reinos de las islas de Indonesia fueron atacados por ejércitos musulmanes con base en la costa. Durante los siglos XV y XVI, la campaña musulmana dirigida por los sultanes se centró en los reinos hindúes-budistas y en varias comunidades del archipiélago indonesio, y cada sultán intentó crear una región o una isla para su control. Se crearon cuatro diferentes sultanatos islámicos en el norte de Sumatra (Aceh), el sur de Sumatra, el oeste y el centro de Java y el sur de Borneo (Kalimantan). La violencia acabó con los reinos y comunidades hindúes-budistas en muchas de las islas de Indonesia. En otros casos, los hindúes y budistas consideraron huir y se concentraron como comunidades en islas que podían defender. Los hindúes del oeste de Java se trasladaron al este y luego a la isla de Bali y las pequeñas islas vecinas, comenzando así con el hinduismo balinés.
Durante esa era de conflicto religioso y guerras entre los sultanatos y con los nuevos centros de poder intentando consolidar las regiones bajo su control, llegó el colonialismo europeo. El archipiélago de Indonesia pronto fue dominado por el imperio colonial holandés. El imperio colonial holandés ayudó a abortar los conflictos interreligiosos y comenzó lentamente el proceso de indagación, comprensión y preservación de los antiguos cimientos culturales hindúes y budistas de Indonesia, particularmente en Java y las islas occidentales de Indonesia.
Tras la independencia del dominio colonial holandés, el artículo 29 de la Constitución de Indonesia de 1945 garantizó la libertad de religión a todos sus ciudadanos. En 1952, afirma Michel Picard, el Ministerio de Religión de Indonesia quedó bajo el control de islamistas que restringieron severamente la definición aceptable de 'religión'. Para ser aceptable como religión oficial de Indonesia, el ministerio definió 'religión' como una que fuese monoteísta, tener una ley religiosa codificada, poseer un profeta y un Libro sagrado, entre otros requisitos. De esta forma, los hindúes balineses fueron declarados 'personas sin religión' y disponibles para convertirse. Los hindúes balineses no estuvieron de acuerdo, debatieron, adaptaron y declararon que su forma de hinduismo era monoteísta, y la presentaron en una forma para ser elegible para el estatus de 'agama', según los artículos enmendados de 1952. Para lograr esto, los hindúes balineses iniciaron una serie de iniciativas de intercambio cultural y estudiantil entre Bali y la India para ayudar a formular los principios fundamentales del hinduismo balinés (Catur Veda, Upanishad, Puranas, Itijasa). En particular, el movimiento de autodeterminación política de Bali a mediados de la década de 1950 condujo a la petición conjunta de 1958 que exigía que el gobierno de Indonesia reconociera el Dharma hindú. Esta petición conjunta citaba el siguiente mantra sánscrito de las escrituras hindúes:

Om tat sat ekam eva advitiyam

Traducción: Om, así es la esencia del omnipresente, infinito e indiviso.
Petición conjunta de los hindúes de Bali del 14 de junio de 1958.

El enfoque de la petición en el 'indiviso' fue para satisfacer el requisito constitucional de que los ciudadanos indonesios tuviesen una creencia monoteísta en un solo Dios. Los peticionarios identificaron a Ida Sanghyang Widhi Wasa como la indivisa. En el idioma balinés, este término tiene dos significados: 'gobernante Divino del universo' y 'Ley Cósmica Absoluta Divina'. Esta creativa frase llevó a cumplir con el requisito monoteísta del Ministerio de Religión de Indonesia en el primer sentido, mientras que en el último sentido de su significado preservó las ideas centrales del dharma en las antiguas escrituras del hinduismo.
Bali se convirtió en la única parte de Indonesia que sigue siendo predominantemente hindú. Las poblaciones de las islas frente a la costa oriental de Bali también son en su mayoría hindúes, y existen pueblos hindúes dispersos cerca de la costa oriental de Java.

## Creencias fundamentales
El hinduismo balinés es una amalgama de religiones indias y costumbres animistas indígenas que existían en el archipiélago indonesio antes de la llegada del islam y más tarde, del colonialismo holandés. Integra muchas de las creencias fundamentales del hinduismo con las artes y rituales del pueblo balinés. En la época contemporánea, el Ministerio de Religión de Indonesia se refiere oficialmente al hinduismo en Bali como Agama Hindu Dharma, aunque tradicionalmente, la religión recibió muchos nombres como Tirta, Trimurti, Hindu, Agama Tirta, Siwa, Buda y Siwa-Buda.
Los términos Tirta y Trimurti emanan del hinduismo indio, correspondientes a Tirtha (peregrinación a la espiritualidad cerca de las aguas sagradas) y Trimurti (Brahma, Vishnu y Shiva) respectivamente. Al igual que en la India, el hinduismo en Bali creció con flexibilidad, presentando una forma de vida diversa. Incluye muchas ideas espirituales indias, valora las leyendas y mitos de los Puranas indios y las epopeyas hindúes, y expresa sus tradiciones a través de un conjunto único de fiesta y costumbres asociadas con una miríada de hyangs, espíritus locales y ancestrales, así como formas de sacrificios de animales que no son comunes en la India.
Las creencias y prácticas generales del Agama Hindu Dharma tal como se practica en Bali son una mezcla de tradiciones antiguas y presiones contemporáneas ejercidas por las leyes de Indonesia que permiten solo creencias monoteístas bajo la ideología nacional de la panca sila.
Tradicionalmente, el hinduismo en Indonesia tenía un panteón de deidades y esa creencia continúa en la práctica. Además, el hinduismo en Indonesia otorgó libertad y flexibilidad a los hindúes en cuanto a cuándo, cómo y dónde orar. Sin embargo, oficialmente, el gobierno indonesio considera y anuncia el hinduismo indonesio como una religión monoteísta con ciertas creencias reconocidas oficialmente que cumplen con su ideología nacional. Los libros de texto escolares de Indonesia describen al hinduismo como que tiene un ser supremo, los hindúes ofreciendo tres oraciones obligatorias diarias y el hinduismo como que tiene ciertas creencias comunes, que en parte son paralelas a las del islam. Los estudiosos cuestionan si el gobierno indonesio reconoció y asignó estas creencias para reflejar las creencias y prácticas tradicionales hindúes balinesas antes de que Indonesia obtuviera la independencia del dominio colonial holandés.
Algunas de las creencias hindúes reconocidas oficialmente por el Ministerio de Religión de Indonesia incluyen:
- Una creencia en un ser supremo llamado 'Ida Sanghyang Widi Wasa', 'Sang Hyang Tunggal' o 'Sang Hyang Acintya'.
- La creencia de que todos los dioses son manifestaciones de este ser supremo. Esta creencia es la misma que la creencia del smartismo, que también sostiene que las diferentes formas de dioses y diosas, Vishnu, Siva, Sakti (Devi) son diferentes aspectos del mismo ser supremo. Shiva también es adorado en otras formas como 'Batara Guru' o 'Maharaja Dewa' (Mahadeva).

Los textos sagrados que se encuentran en Agama Hindu Dharma son los Vedas y los Upanishads. Son las bases del hinduismo indio y balinés. Otras fuentes de textos religiosos incluyen los Puranas hindúes universales y los itijasa (principalmente el Ramayana y el Mahabharata). Las epopeyas l deMahabharata y el Ramayana se convirtieron en tradiciones perdurables entre los creyentes indonesios, expresadas en espectáculos de danza y títeres de sombras (wayang). Al igual que en India, el hinduismo indonesio reconoce cuatro caminos de espiritualidad, llamándolo Catur Marga. Estos son bhakti mārga (camino de la devoción a las deidades), jnana mārga (camino del conocimiento), karma mārga (camino de las obras) y raja mārga (camino de la meditación). El bhakti marga es el que tiene el mayor número de seguidores en Bali.
De manera similar, al igual que los hindúes en la India, los hindúes balineses creen que existen cuatro objetivos propios de la vida humana, denominados Catur Purusartha, a saber: dharma (la búsqueda de una vida moral y ética), artha (la búsqueda de la riqueza y la actividad creativa), kama (la búsqueda de la alegría y el amor) y moksha (la búsqueda del autoconocimiento y la liberación).

## Deidades
El hinduismo balinés incluye el concepto de trinidad indio, denominado Trimurti que incluye a:
- Brahma
- Wisnu o Vishnu
- Çiwa, Siwa o Shiva

En los textos hindúes balineses, también se encuentra el concepto tripartito alternativo de Shiva del shivaísmo indio. Generalmente se conoce en balinés como 'Siwa-Sadasiwa-Paramasiwa', donde Shiva es el creador, el mantenedor y el destructor de la existencia cíclica.
Junto a la trinidad hindú tradicional, los hindúes balineses adoran otros dioses y diosas (Hyang, Dewata y Batara-Batari), así como otros que son únicos y no se encuentran en el hinduismo indio. Sang Hyang Widhi significa literalmente 'Orden Divino', también conocida como Acintya ('la Inconcebible') o Sang Hyang Tunggal ('la Unicidad Divina'), es el concepto en la tradición balinesa del hinduismo que es paralelo al concepto metafísico de Brahman entre los hindúes indios. Las ceremonias incluyen un asiento alto vacío. También se encuentra en la parte superior del santuario de padmasana fuera de las casas y templos. Es para Sang Hyang Widhi Wasa. Según los preceptos hindúes balineses, existen muchas manifestaciones de Sang Hyang Widhi Wasa en forma de divinidades como Dewi Sri, la diosa del arroz, y muchas otras asociadas con las montañas, los lagos y el mar.

## Valores éticos

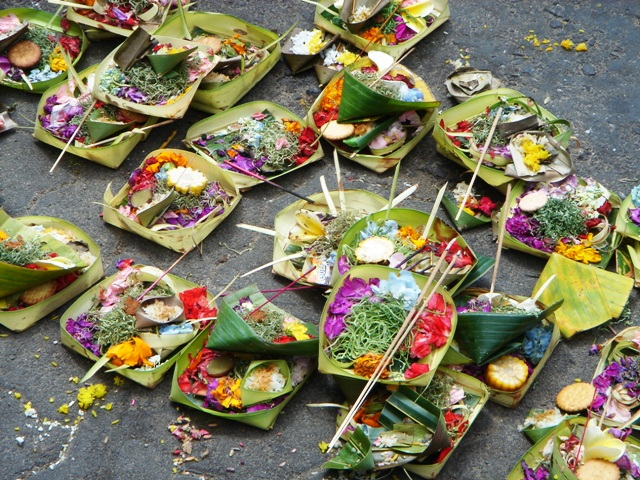
Ofrendas canang sari.

Las ideas axiológicas del hinduismo balinés son paralelas a las del hinduismo indio. Sin embargo, afirma Martin Ramstedt, un erudito del hinduismo en el sudeste asiático, se denominan de manera algo diferente y se transmiten de una generación a la siguiente como comunidad y en ceremonias espirituales. A diferencia de las escuelas islámicas en Indonesia y los ashrams hindúes en la India, y a la luz de la representación oficial del hinduismo balinés, los preceptos y valores tradicionales se adquieren en los hogares, rituales y a través de símbolos religiosos.
Por ejemplo, el simbolismo relacionado con el rociado de 'tirtha', o agua bendita que une lo material y lo espiritual, esta agua primero se rocía por encima de la cabeza, lo que se entiende como 'purificación de la manah (mente)', luego se bebe a sorbos para que se entienda como 'purificación del wak (habla)', y posteriormente es rociada sobre el cuerpo simbolizando la 'purificación kaya (actitud y comportamiento)'. Así, afirma Ngurah Nala, la generación más joven se 'familiariza con los valores éticos incorporados en el concepto de Tri Kaya Parisudha, o el logro de una mente pura o buena (manacika), habla pura o buena (wacika) y conducta pura (kayika)'.

## Nacimiento y vida

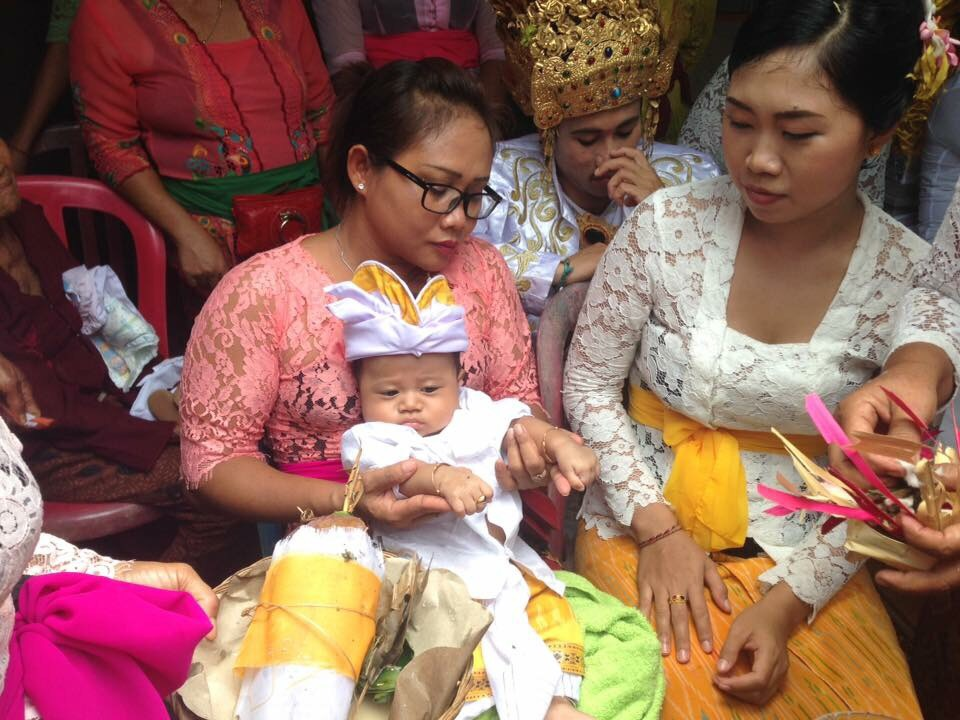
Rito del Nelu Bulanin.

Existen un total de trece ceremonias relacionadas con la vida desde la concepción hasta la muerte, pero sin incluirla, cada una de las cuales tiene cuatro elementos:
1. Apaciguamiento de los malos espíritus
2. Purificación con agua bendita
3. Flotación de la esencia
4. Oración

Estas ceremonias marcan eventos importantes en la vida de una persona, incluidos el nacimiento (jatakarma), la pubertad (keshanta), la alimentación con cereales (annaprashana) y el matrimonio (vivaha).
Sus creencias establecen que un bebé recién nacido representa el alma de un antepasado y se le considera un dios durante los primeros 42 días de su vida. Sin embargo, la madre se considera impura y no se le permite participar en ninguna actividad religiosa durante este período. Un bebé no debe tocar la tierra impura hasta que tenga 105 días, la mitad de la celebración de su primer cumpleaños según el calendario balinés pawukon de 210 días. Una vez que el niño alcanza la pubertad, los seis dientes caninos superiores se liman hasta que estén parejos.

## Muerte y reencarnación
Las ceremonias más importantes tienen lugar después de la muerte y dan como resultado la liberación del alma para finalmente reencarnarse. A diferencia de los ritos funerarios de otras religiones, el cuerpo físico no es el foco, ya que se lo ve como nada más que un contenedor temporal del alma y apto solo para su conveniente eliminación. De hecho, el cuerpo debe ser quemado antes de que el alma pueda abandonarlo por completo. La ceremonia de cremación para lograrlo puede ser extremadamente costosa porque una ceremonia elaborada es una forma de mostrar respeto por un alma destinada a convertirse en un dios con poderes considerables sobre los que quedan atrás. Por tanto, los cuerpos a veces se entierran temporalmente hasta que la familia pueda acumular suficientes fondos para una cremación, aunque los cuerpos de los sacerdotes o las familias de clase alta son preservados en la superficie (samadhi).

## Fiestas

### Galungan y Kuningan

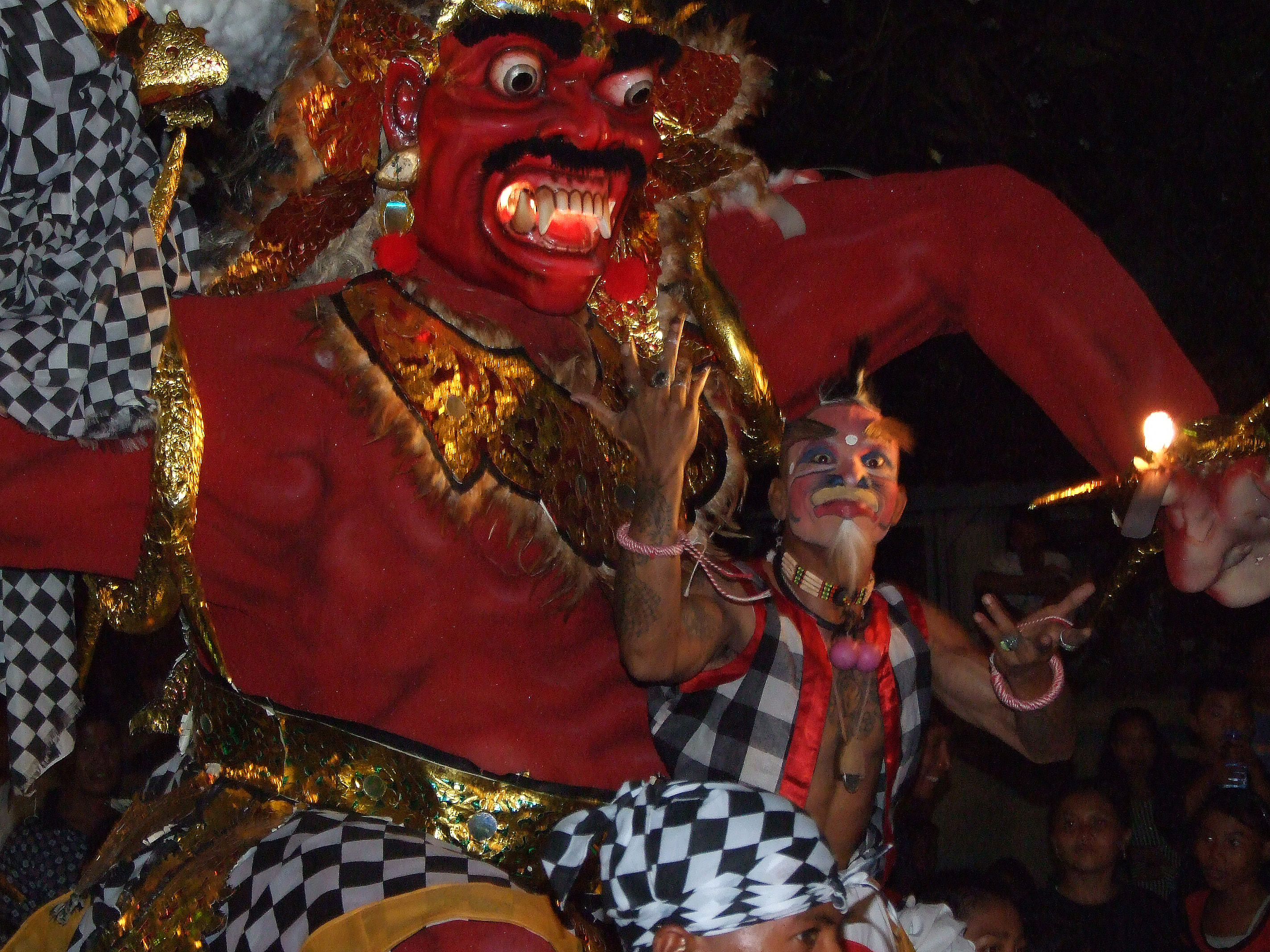
Procesión de Ogoh-ogoh en la víspera del Nyepi o "día del silencio".

La fiesta más importante es la Galungan (relacionada con el Deepavali), una celebración del triunfo del dharma sobre el adharma (antítesis del dharma). Se calcula según el calendario balinés Pawukon de 210 días y tiene lugar el miércoles (Buda) de la undécima semana (Dunggulan). Según la tradición, los espíritus de los muertos descienden del cielo para regresar diez días después en Kuningan.

### Nyepi
Nyepi o el "día del silencio", marca el comienzo del año Saka balinés y se celebra el primer día del décimo mes, Kedasa. Suele caer en marzo.

### Otras fiestas
Watugunung, el último día del calendario Pawukon, está dedicado a Sarasvati, diosa del aprendizaje. Aunque está dedicada a los libros, no se permite la lectura. El cuarto día del año se llama Pagerwesi, que significa 'valla de hierro'. Conmemora una batalla entre el bien y el mal.

## Sistema de castas (Varna)

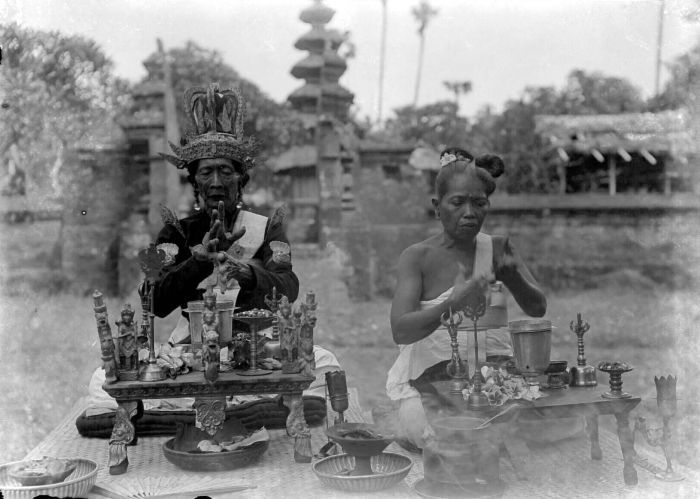
Buda pedanda con su esposa.

La estructura de castas balinesa ha sido descrita en la literatura europea de principios del siglo XX como basada en tres categorías: triwangsa (tres clases) o nobleza, dwijati (nacido dos veces) en contraste con ekajati (una vez nacido), la gente baja. Se identificaron cuatro estatus en estos estudios sociológicos, escritos de manera un poco diferente a las categorías de casta para la India:
1. Brahmanas – sacerdote
2. Satrias - caballero
3. Wesias - comercio
4. Sudras - servidumbre

La casta Brahmana fue dividida a su vez en dos: Siwa y Buda. La casta Siwa se subdividió en cinco: Kemenuh, Keniten, Mas, Manuba y Petapan. Esta clasificación se hizo por etnógrafos holandeses para acomodar el matrimonio observado entre hombres brahmanas de castas superiores con mujeres de castas inferiores. Las otras castas fueron subclasificadas de manera similar por etnógrafos del siglo XIX y principios del siglo XX en función de numerosos criterios que van desde la profesión, la endogamia, la exogamia o la poligamia, y una serie de otros factores de manera similar a las castas en las colonias españolas, como en México, y estudios del sistema de castas en colonias británicas como en India.

## Procesiones y colores

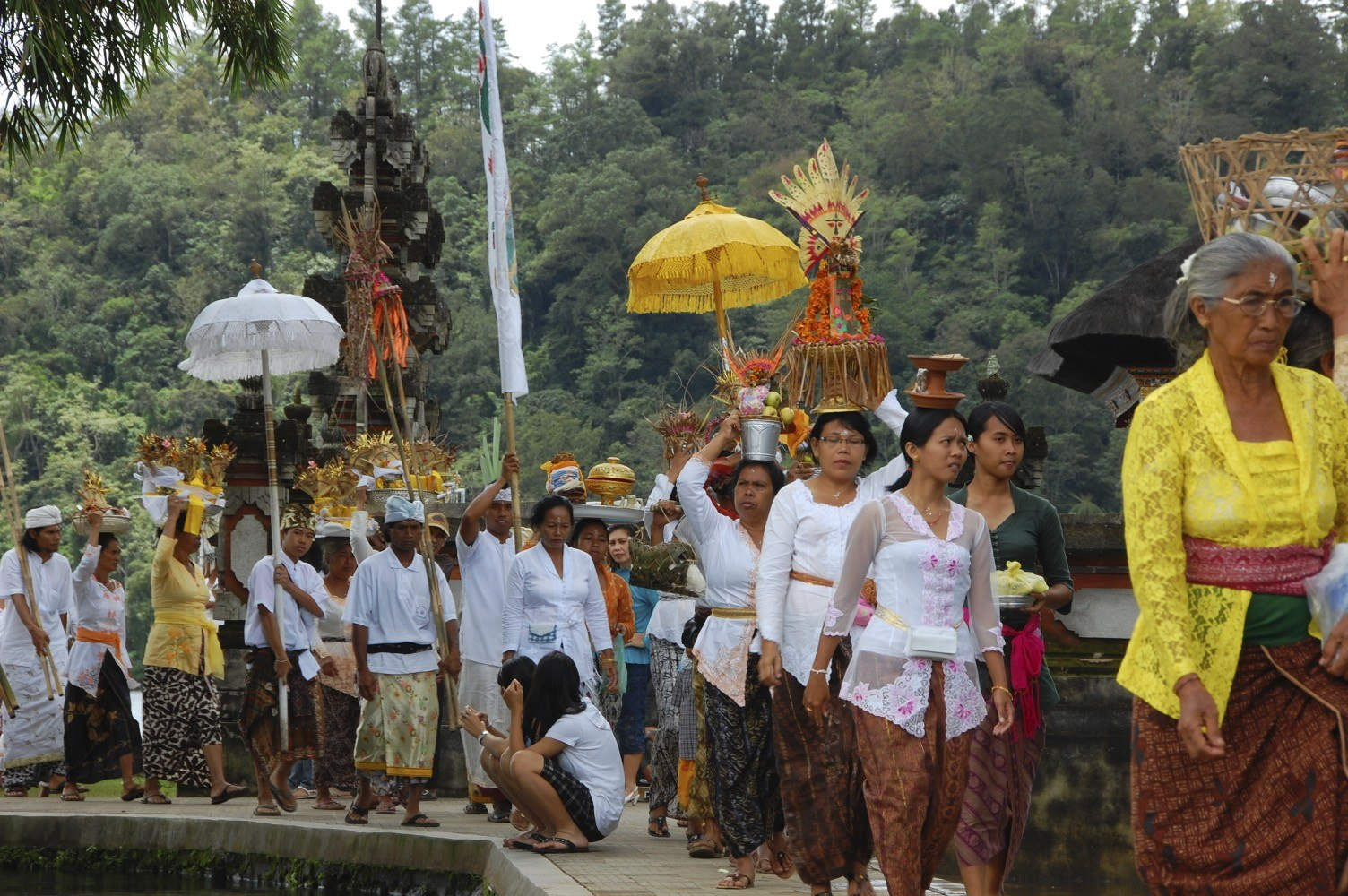
Procesión con ofrendas entrando en un templo hindú (pura) en Bali.

Bali tiene un sistema de castas similar al sistema indio en su forma antigua. En la Antigua India, la casta se llamaba varna, que significa el color del alma neutral o transparente o la propensión del alma a comportarse de acuerdo con ciertas tendencias basadas en su innata naturaleza. Con base a esto, las personas seleccionaban su profesión. Más tarde, este proceso se fue erosionando y se convirtió en un sistema basado en el nacimiento/linaje familiar. Este mismo sistema se adoptó en Bali y es denominado wangsa, que está relacionado con las profesiones de los antepasados. Sin embargo, incluso hoy en Bali, independientemente de la profesión del individuo, afirman pertenecer a su familia wangsa. Hay cuatro wangsa o profesiones básicas, conocidas colectivamente como caturwangsa. Todos los balineses pertenecen a este grupo. Los tres wangsa principales son Brahmana, Satria (o Ksatriya) y Wesia (o Wesya), representan a la nobleza y se conocen como triwangsa. El cuarto y más común wangsa es Sudra.
Estos grupos wangsa están subdivididos y cada uno tiene ciertos nombres asociados. Los maestros y sacerdotes, los brahmanas, tienen cinco subdivisiones y se cuenta que descienden de un solo individuo. Hombres y mujeres tienen Ida como primer nombre. Los Ksatriya son los gobernantes y guerreros tradicionales. Los nombres típicos de este wangsa son 'Dewa Agung', 'Anak Agung' y 'I Dewa'. Se considera que los Wesia, la mayoría de los cuales se llaman Gusti, fueron comerciantes de diferentes tipos. El wangsa más común en Bali es Sudra, ya que el 90% de los hindúes balineses pertenecen a él pues forman la gente común, como agricultores y otros. Los Pandes o herreros tienen un 'clan' especial que no se menciona en el grupo Catur Wangsa pero que se considera especialmente importante por sus hábiles trabajos y por ser los herreros del fuego, Dewa Agni o Dewa Brahma.

## Ley dietética
Bajo ninguna circunstancia los hindúes balineses pueden consumir carne humana, gato, mono, perro, cocodrilo, ratón, serpiente, rana, determinados peces venenosos, sanguijuelas, insectos que pican, cuervos, águilas, búhos o cualquier otra ave de rapiña.
El pollo, las frutas, las verduras y los mariscos son ampliamente consumidos. A los hindúes, especialmente a los que pertenecen a la varna (casta) de brahmanes y kshatriyas, se les prohíbe consumir o incluso tocar carne de res y rara vez tocan carne de cerdo. Además, no deben comer en la calle o en el mercado, beber alcohol ni degustar ofrendas de esos artículos.